# Operation Seelöwe
Operation Seelöwe var Nazitysklands og Hitlers plan om en invasion af Storbritannien under 2. verdenskrig. Planen blev aldrig gennemført, fordi Luftwaffe tabte luftkrigen over England sommeren og efteråret 1940. Planerne for Operation Seelöwe blev fremlagt af den tyske flådes strateger for Hitler efter at besættelsen af Frankrig blev gennemført i juli 1940. Hær og flåde var ikke enige om steder og tidspunkt for invasionen. 